# Love Happy
Love Happy is een Amerikaanse komische film met The Marx Brothers uit 1949 onder regie van David Miller. De film wordt algemeen als de kwalitatief gezien slechtste film van de broers gezien, ook al doordat ze wegens geldgebrek moesten overgaan tot product placement. Het was dan ook hun laatste gezamenlijke speelfilm.
Marilyn Monroe heeft een gastrolletje.

## Verhaal
Een privédetective vertelt het verhaal van een groep dieven die achter een kroonjuweel aan zitten. Een aantrekkelijke vrouw zit achter die juweel aan en flirt met de dieven. Als uiteindelijk een zwerver het juweel in handen krijgt, loopt alles uit de hand.

## Rolverdeling
| Acteur         | Personage             |
| -------------- | --------------------- |
| Harpo Marx     | Harpo                 |
| Chico Marx     | Faustino              |
| Groucho Marx   | Detective Sam Grunion |
| Ilona Massey   | Madame Egelichi       |
| Marilyn Monroe | Grunion's Client      |
| Vera-Ellen     | Maggie Phillips       |
| Raymond Burr   | Alphonse Zoto         |